# Plakette für Musterbetriebe
Die Plakette für Musterbetriebe wurde am 9. März 1943, parallel zur Medaille Lohn der Rumänischen Arbeit zum Ansporn für die Schaffung und Erhaltung einer sozialen Solidarität unter den wirtschaftlichen Unternehmen, zur Unterstützung des Gefühls der Arbeitsehre bei Arbeitgeber und Arbeitnehmer und zur Förderung der Hebung des quantitativen und qualitativen Produktionsniveaus durch den rumänischen Minister für Arbeit gestiftet. Der Minister war in diesem Zuge dazu berechtigt, Diplome, Prämien und Auszeichnungen zu verleihen und regionale Wettbewerbe zur Auswahl von Arbeitern und Unternehmungen zu veranstalten.

## Auszeichnung
Die Anerkennung und Belohnung der Verdienste geschah mittels Verleihung der
- Medaille Lohn der Rumänischen Arbeit für Arbeiter und der
- Plakette für Musterbetriebe für Unternehmen.[2]

## Klassen
- I. Klasse,
- II. Klasse,
- III. Klasse.[3][4]

## Verleihungsvoraussetzungen
Die Plakette für Musterbetriebe wurde verliehen, wenn das Unternehmen mehr als drei Medaillen Lohn der Rumänischen Arbeit I. Klasse für besondere Verdienste erhalten hatte. Sie stellte somit eine Steigerung (und damit eine Höherwertigkeit) gegenüber der Medaille dar. Während die Medaille jederzeit im laufenden Jahr verliehen werden konnte, wurde die Plakette nur am 1. Mai eines Jahres (dem Tag der Nationalen Arbeitssolidarität) im Rahmen einer großen Arbeitskundgebung verliehen, wobei die Namen der Unternehmen veröffentlicht wurden.
Wie bei den Entzugsbestimmungen der Medaille, konnte auch die Plakette wieder entzogen werden, wenn sich aufgrund  von Nachprüfungen des Inspektionsorgans der Organisation Arbeit und Licht, herausstellte, dass der Betrieb bzw. das Unternehmen  nur noch höchstens drei Medaillen der I. Klasse besaß.